# Srílanské zelené hnutí
Srílanské zelené hnutí (anglicky Green Movement of Sri Lanka, GMSL) je politické hnutí na Srí Lance, které prosazuje zelenou politiku. Je zaměřeno na ochranu přírody, udržitelný rozvoj, ochranu práv spotřebitelů, rozvoj komunity, lidská práva, vyrovnání příležitostí pro ženy, mladé a staré. Zaměřuje se také na udržitelné zemědělství. Vzniklo spojením 133 nevládních organizací, komunitních spolků a jiných sdružení.